# 岡田公伸
岡田 公伸（おかだ きみのぶ、1959年（昭和34年）9月2日 - 2020年（令和2年）4月9日）は、毎日放送の元・テレビプロデューサーおよび取締役。

## 経歴
大阪府出身。大阪教育大学附属天王寺中学校・大阪教育大学附属高等学校天王寺校舎から早稲田大学商学部へ進学。大学卒業後の1983年4月1日付で、毎日放送に入社した。一般職での採用で、アナウンサー職での採用者には、柏木宏之（2018年2月28日の定年後も2023年2月28日まで「シニアスタッフ」として在職）や長井展光（ながい のぶみつ：後に報道局記者・JNNマニラ支局特派員などを経て「シニアスタッフ」として役員室に勤務）がいる。
毎日放送では三村景一と共にテレビ制作局のプロデューサーとして『ちちんぷいぷい』の立ち上げに従事。後に社長へ就任した三村の方針によって2021年3月12日で終了するまで21年半にわたって放送が続けられた。また、TBS系列向け全国ネット番組の制作にも数多く従事。本社制作分では『リアルタイム』 、東京支社制作分では『たけし・所のドラキュラが狙ってる』『ジャングルTV 〜タモリの法則〜』『超!よしもと新喜劇』などを担当した。
2012年6月に毎日放送の制作局長へ就任後、人事局長を経て2019年6月から毎日放送の取締役としてアナウンサー室や本社・東京支社の制作局を担当。本社の制作局でプロデューサーへ昇進するまで『4時ですよーだ』（ダウンタウンなどを中心に進行していた生放送番組）のディレクターも務めていた縁で、管理職や役員時代にも『ごぶごぶ』（ダウンタウンの浜田雅功が出演する本社制作のテレビ番組）のロケで浜田と旧交を温めることもあった。

### 新型コロナウイルス感染症で死去
取締役在任中の2020年3月26日から、咳や37℃前後の熱が出るといった症状が現れた。翌27日に自宅で静養したところ、上記の症状がいったん治まったことから28日と30日には毎日放送の本社で長時間の会議などに臨んでいた。31日の午前中にも出社していたが、体調が再び悪化したため、同日の午後に早退してからは自宅で静養。同年の初頭から日本国内で新型コロナウイルスへの感染が拡大していることを踏まえて、31日に自宅から最寄りの保健所へ連絡した後に、保健所からの指示で4月4日に兵庫県西宮市内の病院でPCR検査を受診した。その際に肺炎と診断されたことをきっかけに入院していたが、PCR検査の結果、4月7日に新型コロナウイルスの陽性を確認。毎日放送では、岡田の実名を伏せたまま、同日にこの事実を公表した。ところが、この感染から心筋症が発生したことによって容態が急変。4月9日に心筋症のため、兵庫県西宮市の病院で死去した。60歳没。
毎日放送では、岡田の新型コロナウイルス感染を発表した4月7日から、感染拡大への防止策としてテレビ・ラジオとも番組の制作体制を暫定的に変更。岡田の訃報は、死去当日の夕方に『ミント!』（テレビの総合情報番組）と『ネットワークトゥデイ』（企画ネット方式によるラジオの定時ニュース）で相次いで伝えられた。死去翌日（4月10日）に放送された『ちちんぷいぷい』でも、MCの河田直也（毎日放送アナウンサー）がオープニングで涙ながらに言及していたが、放送上はいずれも岡田の氏名が伏せられていた。なお、3月31日まで毎日放送本社内での会議などで岡田と接触した役職員に対しては、接触翌日から2週間の自宅待機措置を適用。この期間中に二次感染を疑われる症状が該当者全員に現れなかったことを、4月14日に公表した。
毎日放送では、岡田が最初に体調を崩した2020年3月26日に、役員の異動を内定。岡田に対しては、同年6月18日の株主総会と取締役会を経て、取締役へ再任することになっていた。しかし、岡田の死去を受けて、5月28日の取締役会で異動案の一部を変更。取締役（ラジオ局・スポーツ局担当）への再任が内定している浜田尊弘の担当にアナウンサー室を加える一方で、東京支社制作局長の藪内広之を、同職との兼務扱いで取締役（本社・東京支社制作局担当）へ新たに任命することを決めた。

## 過去の担当番組
- 4時ですよーだ（AD→ディレクター）
- 夕方チャンス!（ディレクター）
- 敏感!エコノクエスト（ディレクター）
- ご存知!平成一番人気（ディレクター）
- 迫って!GABURI。（スタジオ演出）
- 明石家多国籍軍（アシスタントプロデューサー）
- ダウトをさがせ!（アシスタントプロデューサー）
- たけし・所のドラキュラが狙ってる（プロデューサー）
- ジャングルTV 〜タモリの法則〜（プロデューサー）
- 超!よしもと新喜劇（プロデューサー）
- リアルタイム （プロデューサー）
- ちちんぷいぷい（チーフプロデューサー、制作）
- 地球感動配達人 走れ!ポストマン（チーフプロデューサー）

## 過去の出演番組
- ごぶごぶ（2014年10月7日放送 第195回、2019年9月17日放送 第394回[13]）